# Comisaría Regia del Turismo
La Comisaría Regia del Turismo fue un organismo público español, vigente entre 1911 y 1928, dedicado a la promoción del turismo y la protección del patrimonio cultural.

## Creación y primeros años

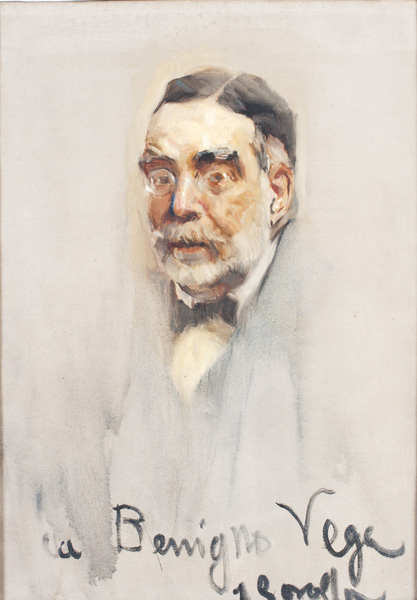
Benigno de la Vega-Inclán, impulsor del turismo en España

Desde 1905, Benigno de la Vega-Inclán y Flaquer, II marqués de la Vega Inclán, mostró su interés en alcanzar la gestión estatal del turismo; erudito y gran defensor del patrimonio español, uno de sus primeros proyectos fue la restauración del Museo del Greco en Toledo, entre 1905 y 1910, que financió él mismo y que supuso la primera reconstrucción de un ambiente histórico en España, al estilo de las teorías de Viollet-le-Duc. Logró que el rey Alfonso XIII tomase partido en el asunto, consciente de que las oportunidades que ofrecía el turismo aumentarían la riqueza y el prestigio internacional del país.
En 1905, bajo el gobierno de Eugenio Montero Ríos, se había creado en el Ministerio de Fomento la Comisión Nacional de Turismo, que perduró hasta 1911. En este año, con José Canalejas como presidente, se creó oficialmente, por el Real Decreto de 19 de junio de 1911, la Comisaría Regia del Turismo y Cultura Popular, encargada de procurar el desarrollo del turismo y la divulgación de la cultura artística popular.
La Comisaría asumía las siguientes atribuciones:
- Proponer las medidas conducentes a la vulgarización de los conocimientos elementales del arte y al aumento de la cultura artística colectiva.
- Vigilar la conservación eficaz y procurar la exhibición adecuada de la España artística, monumental y pintoresca.
- Promover y sostener las relaciones internacionales que las necesidades de la época actual exigen en materias artísticas.
- Facilitar el conocimiento y el estudio de España, procurando la comodidad de los alojamientos, la seguridad y la rapidez de las comunicaciones y el acceso a las bellezas naturales y artísticas de nuestra Patria.
- Desarrollar por los métodos más eficaces las relaciones espirituales, sociales y económicas que enlazan América con España.

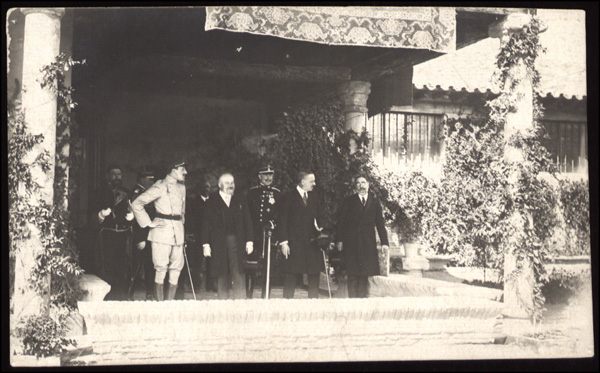
Alfonso XIII y Benigno de la Vega-Inclán de visita en la casa del Greco

El proyecto reunía, por tanto, patrimonio y turismo, cuya unión serviría para atraer visitantes, generar riqueza y proteger los monumentos. Su dirección se encomendó a Benigno de la Vega-Inclán, nombrado en esa misma fecha de 1911. A él se sumaban tres funcionarios y el arquitecto Vicente Traver; asimismo contaba con delegados honoríficos en distintas provincias. Su sede fue, en sus inicios, el palacio de las Salesas Reales pero pronto se trasladó a un caserón de la calle Sacramento. En 1921 se trasladó a la calle San Mateo, a la futura sede del Museo Romántico, aunque su contrato de arrendamiento no se firmó hasta 1923; allí permanecería hasta su desaparición como organismo, en 1928. La Comisaría disponía de otro local, usado como almacén de publicaciones, en la plaza de Cristino Martos.

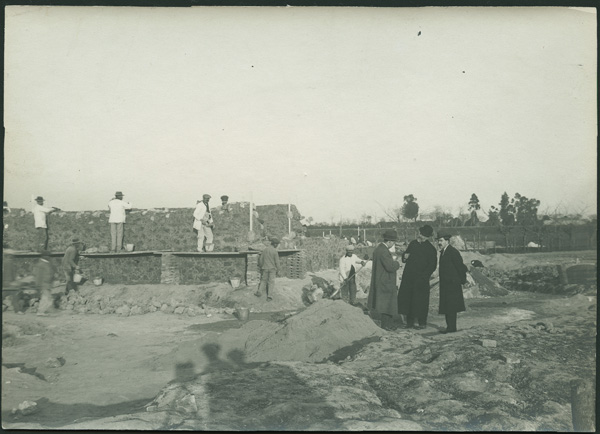
Benigno de la Vega-Inclán y Vicente Traver en las obras de las Casas Baratas de Sevilla

Alguno de los primeros asuntos que se abordaron fueron la erradicación de la mendicidad callejera y la atracción del turismo americano, para lo cual el marqués realizó un viaje por Estados Unidos entre 1912 y 1913. Ante la proximidad de la Exposición Iberoamericana en Sevilla, prevista para 1914, se tomaron medidas para paliar la mendicidad en sus calles, que afectaba a las familias de las clases más bajas. Se planificaron una serie de reformas urbanas, entre ellas un conjunto de 72 Casas Baratas. Proyectadas por Vicente Traver, consistía en dos pabellones alargados, de dos plantas, y dos pabellones en los lados cortos, de tres pisos; en el centro de este cuadrado se levantaba una escuela. Fueron inauguradas en 1915.

## Metodología

### Mejora de la red de transportes
Sin una buena red de comunicaciones no se podría conseguir la anhelada afluencia de turistas extranjeros ni mejorar la circulación interior. A principios del siglo XX este sector presentaba numerosas deficiencias por lo que la Comisaría trató de influir en su desarrollo. A nivel marítimo, los esfuerzos se centraron, sin fortuna, en la bahía de Algeciras con el objetivo de atraer a los turistas americanos que viajaban en los trasatlánticos.
A nivel terrestre, la red de carreteras era insuficiente y se encontraba en mal estado, lo que suponía un problema para el turismo automovilístico. El marqués planteó un nuevo tipo de carretera, que llamó pista, que estaría reservada únicamente a los automóviles, evitando así que coincidieran con carros o mulas; la primera uniría Madrid y Toledo, pasando por Aranjuez, y a lo largo de su trazado habría restaurantes, hoteles, puestos de socorro o reparaciones.
En cuanto a la red ferroviaria, se trató de mejorar aspectos puntuales, como la supresión de la mendicidad en las estaciones, y se planteó la creación de un trayecto directo entre Algeciras y Santander y entre Algeciras y Barcelona, con la intención de facilitar el transporte hacia el interior de los pasajeros que desembarcaban en dicho puerto gaditano.

### Creación de una red de alojamientos

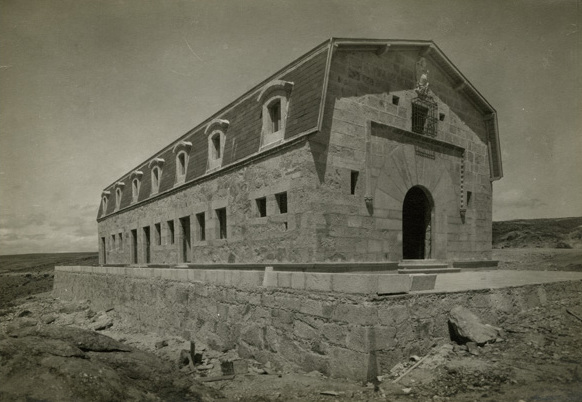
El parador de Gredos, en construcción

Ante la escasez de establecimientos se trabajó para crear una red lo más diversa posible,  contando con apoyo gubernamental, de diputaciones y municipios. En Madrid, Alfonso XII trató de convertirla en una capital europea e impulsó la Gran Vía y barrios de expansión como el surgido junto al eje de la Castellana. Asimismo, carecía de hoteles de lujo por lo que se impulsó, en 1908, la construcción del Hotel Ritz, y en 1911, el Hotel Palace. Del resto de ciudades destacaba San Sebastián, preferida del turismo aristocrático, que en 1912 sumó a su oferta de hoteles el María Cristina. En otras ciudades, como Granada, Sevilla o Ceuta también se promovieron hoteles de esas características, como el Alhambra Palace y Hotel Sierra Nevada en la primera, el Alfonso XIII en la segunda y el Palace África Hotel en la tercera.
Se puso en funcionamiento un tipo de establecimiento, las hospederías, que además de poseer altos niveles de confortabilidad y modernidad, ofrecía tanto en el diseño arquitectónico como en la decoración interior una estética regional, que recordaba al marco geográfico en el que se encontraba. El lugar elegido fue el barrio de Santa Cruz, en Sevilla, que sufrió una remodelación urbanística y cuyas obras seguirían el llamado estilo sevillano.
En dicha zona, el marqués adquirió varias casas que, con motivo de la Exposición Iberoamericana, decidió convertir en hospederías a partir de 1920. Posteriormente quiso desprenderse de ellas, ofreciendo a la Institución Libre de Enseñanza instalar una Residencia de Estudiantes, proyecto que finalmente fracasó. En su mayor parte salieron a subasta en 1931.
Otro proyecto era fundar Casas de América, para albergar a estudiantes e investigadores estadounidenses e hispanoamericanos que viajasen a España para conocer el país e investigar en sus archivos. Igualmente se pensaba instalar un centro de estudios americanistas en Sevilla, en la Casa Lonja. Todo el plan se redujo, finalmente, a una Residencia de América, en Sevilla, inaugurada en 1925. Asimismo, y ante la proximidad de las exposiciones internacionales de 1929, se creó una residencia de artistas en Toledo, en la Casa del Maestro, que ayudaría a fomentar el turismo toledano entre estudiantes o artistas con pocos recursos.
Los paradores nacionales fueron uno de los proyectos más personales del marqués. Se plantearon como hoteles de carretera, dando servicio a los automovilistas y atendiendo a las formas de ocio de las élites: caza y montaña, gastronomía y monumentos o ciudades. Se instalaron en edificios históricos, con diseños historicistas en su estética con el objetivo de resultar atractivos para los turistas. Se lograba así impulsar el turismo y salvaguardar el patrimonio monumental.
El primero de ellos fue el de Gredos. Alfonso XIII había descubierto sus parajes tras una cacería en 1911 y trasladó al marqués su deseo de atraer turismo a esa zona y potenciar, igualmente, el acercamiento a la naturaleza. En el proyecto se incluía una propuesta de rutas para excursionistas, arreglo y construcción de albergues de montaña y reparación de caminos o veredas. El Parador Nacional se construyó a 1650 m s. n. m., en Navarredonda de Gredos, entre 1926 y 1928, y fue inaugurado el 9 de octubre de este último. En su construcción se aprovecharon portadas de los siglos XV y XVI, procedentes de Villacastín, al igual que el granito y la pizarra empleados.
El segundo parador que se habilitó a iniciativa del marqués fue el de Mérida, entre 1928 y 1931, para el cual aprovechó un monumento urbano, prototipo que desde entonces se repitió en muchos otros paradores.
Otros tipos de establecimientos que vieron impulsada su expansión en esos años fueron los balnearios, como el de La Isabela en Sacedón, puesto en funcionamiento en 1931, y los refugios y albergues de montaña, como los de Gredos, La Molina, Aliseda de Tormes, Vega Redonda en Picos de Europa y Llanos de Otero, en Sierra Nevada.

### Propaganda

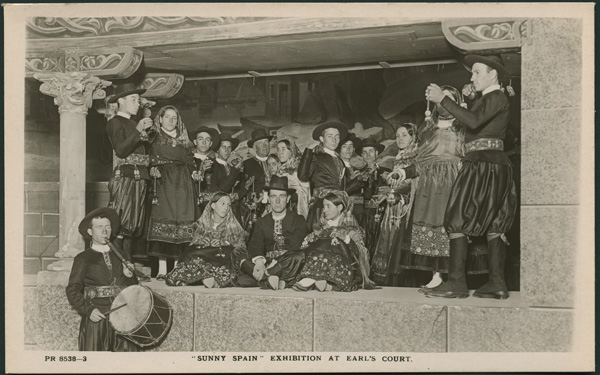
Exposición de 1914, personajes maragatos

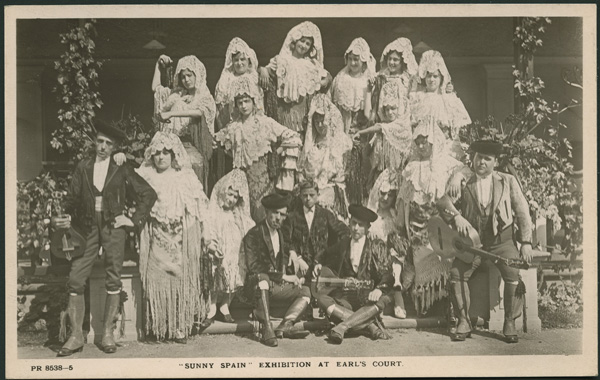
Exposición de 1914, personajes con vestimenta española

El marqués organizó este apartado en torno a tres ejes: publicaciones, exposiciones y ferias, y atención personalizada a visitantes ilustres. Se llevó a cabo un importante plan de publicaciones con el objeto de dar a conocer los valores artísticos y naturales del país; destacó la colección de libros de bolsillo El arte en España, compuesta por 24 tomos, cada uno de los cuales constaban de 48 imágenes y texto en español, francés e inglés. La denominación Propaganda de viajes por España agrupó otros textos, como folletos de conferencias o las cartillas-guía Itinerarios populares. Otra sección fue Propaganda y Defensa de la España monumental, de doce volúmenes en inglés para mejorar la difusión en el extranjero. Otras series fueron Sección de montaña, Biblioteca de Cultura Patria, Sección de Museos o la colaboración en revistas culturales.
Las exposiciones o congresos eran medio habitual para mostrar la riqueza de un país. La Comisaría contaba con una oficina técnica de arquitectura cuyo primer encargo fue el Pabellón Español para la Exposición Internacional de Artes de Roma de 1911, de trazas neo-platerescas. En 1912 se organizó el V Congreso Internacional de Turismo en Madrid y en 1914 se llevó a cabo una exposición internacional de turismo en la Sala de la Emperatriz del  Earls Court de Londres. El pabellón español exhibió, bajo el lema Sunny Spain, la España monumental, artística y pintoresca, y su programación incluyó ciclo de conferencias y distribución de publicaciones divulgativas, siendo en conjunto el primer intento estatal para relanzar al país al exterior.
Otro hito fue la Exposición Iberoamericana de Sevilla de 1929, que coincidió con la Exposición Internacional de Barcelona. La intención era inaugurarla en 1914 pero diversas circunstancias retrasaron su apertura. Propuesta desde un enfoque artístico y arqueológico, su emplazamiento fue en la margen izquierda de la Corta de Tablada, siendo urbanizado por Aníbal González y entre el equipo que proyectó los espacios y pabellones se encontraba Vicente Traver. Dentro de sus preparativos se crearon una hospedería toledana y una Casa de las Américas, para alojamiento de artistas, estudiantes e investigadores.

### Revalorización de la cultura, paisajes y tradiciones
Tras el desastre del 98 se produjo un movimiento intelectual que supuso una revolución en la mentalidad del momento, promoviendo la renovación de España con la vista en sus raíces. La vida tradicional española, sus tipos, costumbres y paisajes van a interesar a toda esta generación.
Vega-Inclán aludía a cultura artística, paisajes y tradiciones, lo que luego vino a llamarse turismo cultural y natural, y se cimentaba en naturaleza y arte como valores esenciales del turismo, que ya se habían implantado en Suiza o Francia. Por tanto, desde la Comisaría se trabajó para que monumentos y naturaleza fueran frecuentados en cualquier época del año, añadiendo, además, fiestas populares, danzas y otros elementos del folklore a la política turística.

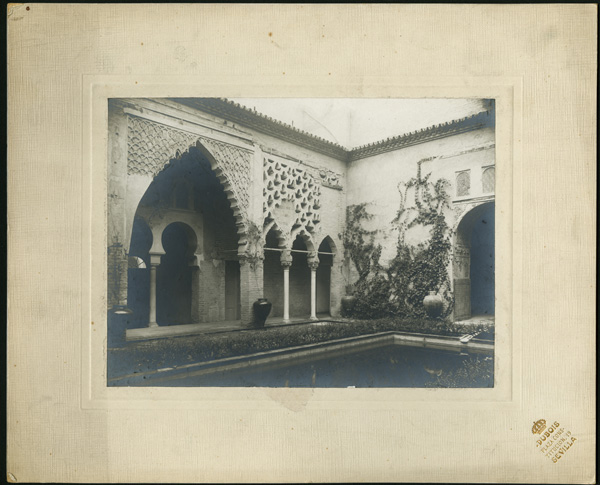
Patio del Yeso, en el Real Alcázar de Sevilla

Entre los monumentos que se restauraron y abrieron al público figuran los jardines del Alcázar de Sevilla, donde se instaló la portada del palacio de Marchena, el patio de la iglesia del Salvador, también en Sevilla, la Casa de los Tiros en Granada, la Casa del Greco en Toledo, la Casa de Cervantes en Valladolid, el convento de Jesús Nazareno en Mérida y la sinagoga del Tránsito en Toledo, monumento nacional desde 1877. A todos ellos hay que añadir las obras emprendidas en el barrio de Santa Cruz en Sevilla.
La Casa de Cervantes en Valladolid se hallaba ocupada por varias viviendas, en muy mal estado de conservación, por lo que el marqués, junto con Alfonso XIII y Archer Milton Huntington compraron las casas y las donaron al Estado en 1918. Asimismo, se creó un Museo del Turismo en 1915, el Museo Romántico en la que fuera sede de la Comisaría. 
Además de la arquitectura, también fue de su interés el entorno, lo que llevó a organizar su espacio exterior, con jardines, plazas o favoreciendo la circulación viaria. En tales planes se enmarcaron obras como la ronda exterior de Toledo o el debate en torno a la creación de la plaza de España en Madrid.
Los espacios naturales, de los que era amante y buen conocedor el marqués, fueron beneficiados con la apertura de caminos y refugios, la creación de alojamientos o la publicación de monografías sobre el tema. A ello se unió la Ley de Parques Nacionales, el 7 de diciembre de 1916, a partir de la cual en 1918 recibieron la declaración de parque nacional la montaña de Covadonga y el valle de Ordesa.
En cuanto al folklore, el interés se focalizó en el traje popular. A raíz de un encargo, desde 1911, y durante ocho años, Joaquín Sorolla recorrió el país para retratar las regiones de España. El marqués le acompañaba siempre que podía y fruto de ese trabajo acumuló abundante material gráfico sobre trajes y tipos populares españoles. A partir de 1924 se editaron postales con motivos populares y en 1925 se celebró en Madrid la Exposición del Traje Regional e Histórico, bajo la dirección de Luis de Hoyos Sainz y cuya colección sería el germen del Museo del Pueblo Español.

## Supresión y creación del Patronato Nacional de Turismo
Fruto del desarrollo de la sociedad española y de la estabilidad económica y social, los sectores profesionales, políticos y públicos reclamaron una renovación de la institución y su ajuste al nuevo marco de progreso experimentado. Así, a través de Real Decreto, el 25 de abril de 1928 se creó el Patronato Nacional de Turismo, siendo suprimida la Comisaría. Las Fundaciones Vega-Inclán quedaron desligadas del mismo pero en 1931 se creaba el Patronato de las Fundaciones Culturales del Marqués de la Vega-Inclán, que con el paso del tiempo fue languideciendo, siendo derogado por Real Decreto el 18 de julio de 2003.